# Nyarlathotep (kort verhaal)
Nyarlathotep is een horror-prozagedicht geschreven door de Amerikaanse schrijver H.P. Lovecraft. Het werd voor het eerst gepubliceerd in het november-nummer uit 1920 van het tijdschrift The United Amateur. De titel verwijst naar het gelijknamige personage, dat na zijn introductie in dit verhaal een vast onderdeel werd van de Cthulhu Mythos.

## Verhaal
Nadat er maandenlang een onheilspellend voorgevoel op de mensheid neerdaalt en de wisseling van de jaargetijden verandert, doemt tijdens een hete herfst Nyarlathotep op uit Egypte. Niemand weet wie hij is, maar hij ziet eruit als een lange, slanke farao. Hij vertelt dat hij na 27 eeuwen duisternis is opgestaan en weet heeft van boodschappen die niet van deze planeet komen. Nyarlathotep trekt van stad tot stad om zijn kennis, voorspellingen en bovennatuurlijke vermogens te demonstreren aan de wereld. Terwijl zijn aantallen volgelingen toenemen, zijn de nachten van de plaatsen waar hij is geweest voortaan gevuld met nachtmerries.
Een aanwezige bij een van Nyarlathoteps demonstraties beschuldigt hem van oplichting en trucage. Nyarlathotep drijft de aanwezigen naar buiten, waar de elektrische verlichting vervaagt. De groep valt er uiteen in drie rijen. Een daarvan verdwijnt in een steeg, waaruit daarna alleen nog de echo van een kreun klinkt. De tweede loopt hysterisch lachend de ingang van een metrostation in. De beschuldiger wordt met de derde rij een donkere hei opgedreven. Hier dompelt Nyarlathotep ze onder in de meest wanstaltige en misselijkmakende vergezichten waaruit zijn ziel bestaat.